# Claude E. Cady
Claude Ernest Cady (* 28. Mai 1878 in Lansing, Michigan; † 30. November 1953 ebenda) war ein US-amerikanischer Politiker. Zwischen 1933 und 1935 vertrat er den Bundesstaat Michigan im US-Repräsentantenhaus.

## Werdegang
Claude Cady besuchte die öffentlichen Schulen seiner Heimat. Zwischen 1899 und 1913 arbeitete er im Lebensmittelgroßhandel. Außerdem stieg er in das Unterhaltungsgeschäft ein, wobei er in Lansing drei Theater betrieb. Von 1914 bis 1925 war Cady in verschiedenen Städten in Michigan im Finanzgeschäft tätig. Zwischen 1925 und 1932 befasste er sich auch mit dem Süßwarenhandel.
Politisch war Cady Mitglied der Demokratischen Partei. Zwischen 1910 und 1917 saß er im Stadtrat von Lansing; von 1918 bis 1928 gehörte er der städtischen Polizei- und Feuerwehrkommission an. Bei den Kongresswahlen des Jahres 1932 wurde er im sechsten Wahlbezirk von Michigan in das US-Repräsentantenhaus in Washington, D.C. gewählt, wo er am 4. März 1933 die Nachfolge des Republikaners Seymour H. Person antrat. Diese Wahl lag im damaligen Bundestrend zu Gunsten der Demokratischen Partei, die mit Franklin D. Roosevelt auch die Präsidentschaftswahlen gewann. Da Cady im Jahr 1934 gegen William W. Blackney verlor, konnte er bis zum 3. Januar 1935 nur eine Legislaturperiode im Kongress absolvieren. In dieser Zeit wurde der 21. Verfassungszusatz verabschiedet. Außerdem wurden die ersten der New-Deal-Gesetze in den Kongress eingebracht.
Zwischen 1935 und 1943 leitete Claude Cady die Postbehörde in Lansing. Danach zog er sich aus dem politischen Leben zurück. Er starb am 30. November 1953 in seiner Heimatstadt Lansing.